# Джон Байрон
Вижте пояснителната страница за други личности с името Байрон.
Джон Байрон (на английски: John Byron) е английски мореплавател, вицеадмирал, пътешественик-изследовател, дядо на великия английски поет Джордж Гордън Байрон.

## Ранни години (1723 – 1764)
Роден е на 8 ноември 1723 година в Нотингамшър, Великобритания. През 1740, едва 17-годишен, участва като мичман на кораба „Сандър“ в околосветската експедиция на английския пират Джордж Ансън. Корабът е разрушен през 1741 на изхода на Магелановия проток. Екипажът е заловен от испанците, които ги отвеждат в Чили в испански затвор. Три години по-късно Байрон успява да избяга и на кораб от Сен Мало се завръща в Европа.
През 1760 командва английска ескадра по време на Седемгодишната война (1756 – 1763) между Англия и Франция за териториално надмощие в Канада. По време на престоя си в канадски води корабите командвани от Джон Байрон нанасят значителни поражения на френския флот покрай източните брегове на Канада.

## Околосветско плаване (1764 – 1766)
От 21 юни 1764 до 1766, на корабите „Делфин“ и „Томар“, Байрон извършва околосветско плаване, като инструкциите на Адмиралтейството са търсенето на неизвестни земи между протока Магелан и нос Добра Надежда и проучване на Фолкландските о-ви и о-в Пепи. По пътя към о-вите Мадейра и Кабо Верде, Байрон е принуден да спре в Рио де Жанейро за лекуването на болни моряци. Едва след като напускат бразилското пристанище Байрон информира екипажа си за действителната цел на пътуването, което преди това е пазено в тайна. Екипажът с ентусиазъм посреща новината заради обещаните ползи и награди.
Корабите продължават на юг и след като не успяват да намерят о-в Пепи се отправят към Фолкланските о-ви. Достигайки до Магелановия проток се запасяват с вода и дърва за огрев. На 5 януари 1765 достигат до Фолкландките о-ви, завладяват ги за английската корона, което става причина за изострянето на дипломатическите отношения между Англия и Испания и за малко не се стига до война. Оттам през февруари 1765 през Магелановия проток навлиза в Тихия океан.
На 7 юни 1765 в архипелага Туамоту открива атолите Напука (8 км2, 14°12′ ю. ш. 141°14′ з. д. / 14.2° ю. ш. 141.233333° з. д.) и Тепото Северен (2 км2, 14°08′ ю. ш. 141°24′ з. д. / 14.133333° ю. ш. 141.4° з. д.), числящи се към о-вите Кинг Джордж и вторично атола Манихи (Уилсън, 13 км2, 14°20′ ю. ш. 146°00′ з. д. / 14.333333° ю. ш. 146° з. д.). На 21 юни вторично открива остров Пукапука (Дейнджър, 1,3 км2, 10°53′ ю. ш. 165°51′ з. д. / 10.883333° ю. ш. 165.85° з. д.) в Северните Кукови острови и атола Атафу (8°33′ ю. ш. 172°30′ з. д. / 8.55° ю. ш. 172.5° з. д.) в северната част на о-вите Токелау.
На 9 май 1766, след 23 месеца, екипажът се завръща в Лондон. Пътешествието си Байрон описва в книга публикувана през 1768.

## Следващи години (1766 – 1786)
От 1769 до 1772 е губернатор на остров Нюфаундленд. През 1775 става контраадмирал, а през 1778 – вицеадмирал, когато е назначен за главнокомандващ британския флот в Карибско море по време на Американската война за независимост.
Умира на 10 април 1786 година в Лондон на 62-годишна възраст.

## Памет
Неговото име носят:
- залив Байрон – на източното крайбрежие на п-ов Лабрадор;
- остров Байрон – край бреговете на Чили;
- остров Байрон в Тихия океан;
- атол Байрон – атол от о-вите Тувалу
- плитчина Байрон – в Атлантическия океан, край бреговете на Аржентина;
- проток Байрон в Новогвинейско море.

## Трудове
- The narrative... containing an account of the great distresses suffered by himself and his companions on the coast of Patagonia (2 ed., 1768).